# Pernilla Wahlgren
Pernilla Nina Elisabet Wahlgren-Bauer, under en tid Wahlgren Ingrosso, född 24 december 1967 i Gustavsberg, Stockholms län, är en svensk sångare, skådespelare, programledare och kläddesigner.
Hon sjunger främst pop, musikal och schlager.

## Biografi

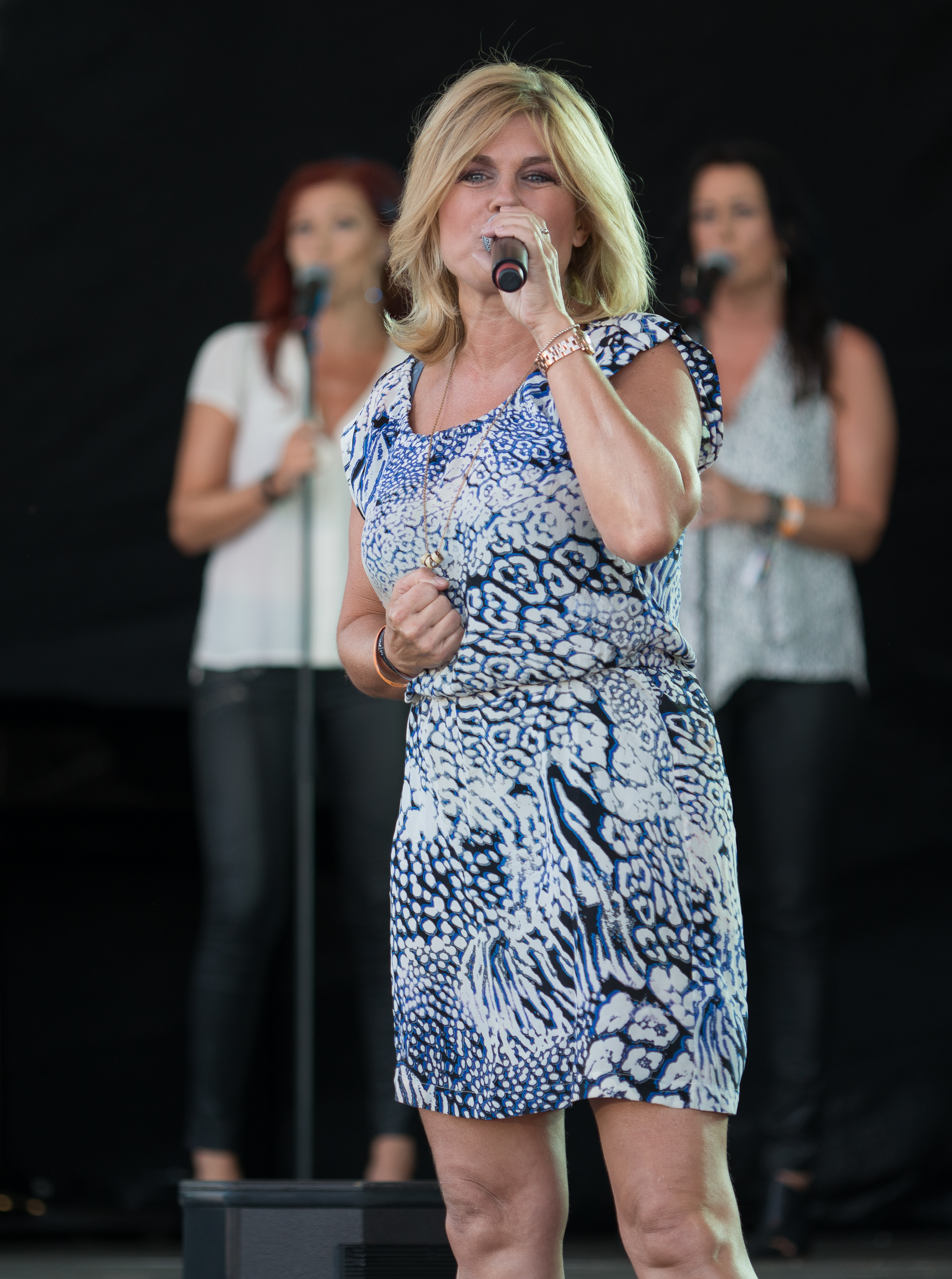
Pernilla Wahlgren på Stockholm Pride 2014.

Pernilla Wahlgren, som tillhör släkten Wahlgren från Småland, är dotter till skådespelarna Hans Wahlgren och Christina Schollin samt syster till skådespelarna/artisterna Niclas Wahlgren och Linus Wahlgren. Hon är vidare sondotter till skådespelarna Ivar Wahlgren och Nina Scenna. Sedan barnsben har hon ägnat sig åt både skådespeleri, sång och allehanda medverkan i medier.

### Teater och musikal
Wahlgrens första större framträdande var vid fyra års ålder när hon spelade mot sin mor i TV-pjäsen Den längsta dagen. Hon gick på Adolf Fredriks musikklasser och var med på Saltsjöbadens teater. Hon tog även danslektioner hos Lasse Kühler. Hon fick 11 år gammal 1979 titelrollen i musikalen Annie på Folkan. Efter medverkan i Lille prinsen på Saltsjöbadens teater var hon 1982 med i musikalen Sound of Music, där hon spelade dottern Louisa von Trapp. Efter att ha spelat Annika i musikalen Pippi Långstrump på samma teater 1982 övertog hon Siw Malmkvists roll som Pippi de sista två föreställningarna. På Folkan hade hon även roller i Karlsson på taket, Mio min Mio, Snövit och Ringens hemlighet.
Wahlgren har medverkat i en rad av Stockholms privatteatrars komedier, såsom exempelvis Bosse Parneviks Parneviks Cirkusparty, Spanska flugan och Bubbel Trubbel. 
Bland musikaler kan till exempel nämnas Annie get your gun, Grease, Trollkarlen från Oz, Cats och Nils Karlsson Pyssling. 2007 medverkade Wahlgren åter i Sound of Music och 2009 i farsen Bruden som visste för lite på Fjäderholmsteatern. En sjungande änglavarelse spelade hon i Priscilla, Queen of the Desert på Göta Lejon 2013.
Två gånger har hon tilldelats teaterpriset Guldmasken – 1999 för Charleys tant på Intiman och 2002 för Kärlek & lavemang på Fredriksdalsteatern i Helsingborg.
Mellan 2018 och 2019 medverkade Wahlgren i sin egen scenshow "Kort, glad och tacksam", där hon firade sin 40-åriga karriär som sångerska och skådespelerska. I januari 2020 hade hennes uppföljande scenshow "Pernilla Wahlgren har Hybris" premiär.

### Film och TV
Hon delade rollista med sin mor i Ingmar Bergmans storfilm Fanny och Alexander (1982), där hon hade en liten biroll som spöket av ett dött barn. Större roller fick hon i film- och TV-produktioner som Ormens väg på hälleberget i regi av Bo Widerberg 1986 och SVT-serien Snoken 1995. Hennes röst kan man höra i mängder av olika tecknade filmer och TV-serier. Som exempel kan nämnas Svampbob Fyrkant, där hon dubbar ekorren Sandy, Karin, Fru Puff och Pearls, samt rösterna till bland andra Misty, Melody och Delia Ketchum i flera av Pokémons filmer. Hon gjorde också rösten till Bree i Den vilda familjen Thornberry - filmen och Margalo i Stuart Little 2 2002 och Uni-Kitty i Lego filmen 2014.
Bland tidig TV-medverkan fanns Nygammalt 1983 och Razzel i oktober 1984, där hon framförde sin debutsingel "Nu har det tänt". Hon blev därpå programledare för Sveriges Televisions jullovsprogram Morgonstjärnan 1985 och medverkade i det populära barnprogrammet Solstollarna 1987. Hon fortsatte som programledare för TV-programmen Scenen är din, Söndagsöppet, Småstjärnorna och Baby Boom. Hon fick också stor framgång med barnprogrammet Nicke & Nilla tillsammans med sin bror Niclas. Det samarbetet resulterade i flera säsonger av barnprogram i TV4, två guldsäljande CD-album, konsertturnéer och teaterföreställningar.
Sedan 2016 medverkar Wahlgren i realitysåpan Wahlgrens värld som följer henne, Bianca Ingrosso och övriga familjen i deras vardagsliv. Serien sänds på Kanal 5 och på Discovery+. År 2017 var hon med i Klassfesten i TV4. Bianca och Pernilla vann Kristallen 2018 för årets TV-personlighet.
Hon hade en av huvudrollerna i 2019 års julkalender som heter Panik i tomteverkstan. Hon var även med i Stjärnorna på slottet säsongen 2019/2020.
År 2021 satt hon som panelist i den svenska versionen av Masked Singer. Hon var den panelist som fick flest rätt på sina gissningar vem det var som sjöng under masken.
Den 25 oktober 2022 meddelade Sveriges Television att Pernilla Wahlgren blir ny programledare för Allsång på Skansen från och med sommaren 2023.

### Musik
Pernilla Wahlgren har gett ut ett flertal skivor sedan den första, Pernilla Wahlgren (1985), och hon har medverkat i Melodifestivalen några gånger. Under andra hälften av 1980-talet genomfördes sommarturnéer och skivinspelningar. Bland annat uppmärksammades låtar som "Svindlande affärer" och "I Need Your Love". 
I augusti 2006 släpptes popalbumet Beautiful Day, där första singeln "Talking To An Angel" sålde guld och låten "Come Inside My World" blev titelmelodi till TV4:s stora nöjessatsning Förkväll. Hon förhandlade med Stock Aitken Waterman om att spela in en singel för en internationell satsning, men det hela rann ut i sanden. I juni 2007 medverkade hon för första gången i TV-programmet Allsång på Skansen, där hon tillsammans med sonen Benjamin gjorde ett shownummer. Pernilla har gjort flera julkonserter, turnerat med musikshowen Diggiloo samt haft sångshower på svenska chartermål såsom Kanarieöarna. 
Wahlgren var 2011 huvudperson i ett avsnitt av Copycat Singers på TV3.

#### Melodifestivaler
I Melodifestivalen 1985 kom hon på fjärde plats med "Piccadilly Circus", en låt som sedan blivit som en följeslagare i hennes sångkarriär. Vid framträdandet bar hon ett smycke av strass, som kom att jämföras med den preussiska tapperhetsmedaljen Järnkorset, vilket ledde till anklagelser i kvällspressen och TV-programmet Svar direkt om nazism. Wahlgren deltog igen i Melodifestivalen 1991 med bidraget "Tvillingsjäl", skriven av Lena Philipsson. I tävlingen var både hennes och Carola Häggkvists bidrag segertippade. Tvillingsjäl åkte dock ut i första omgången av juryomröstningen. Tävlingen vanns senare av Carola Häggkvist.
Pernilla Wahlgren kom tillsammans med Jan Johansen på andra plats i Melodifestivalen 2003 med låten "Let Your Spirit Fly". Hon tävlade i Melodifestivalen 2010 med låten "Jag vill om du vågar" i Malmös delfinal den 27 februari. Via andra chansen den 6 mars gick hon, samt även Jessica Andersson, vidare till finalen i Globen 13 mars. I finalen slutade hon denna gång på sista plats med 12 poäng.
Hon ställde återigen upp i Melodifestivalen 2013 som en del av den nybildade gruppen Swedish House Wives tillsammans med artisterna Jenny Silver och Hanna Hedlund. I tävlingens andra deltävling hamnade de på sjätte plats med sin melodi "On Top of the World".

### Övriga aktiviteter
År 1986 representerade Wahlgren Norge i Sopotfestivalen, där hon sjöng två låtar från albumet Attractive.
Vid två tillfällen, år 2001 och år 2002, har hon halvt vikt ut sig i tidningen Café; andra gången i samband med att hon blev vald till Sveriges sexigaste kvinna.
År 2004 mottog hon Ulla Billquist-stipendiet.
Den 11 augusti 2007 gjorde Wahlgren debut som sommarpratare i Sveriges Radio P1.
Sedan mars 2015 gör hon varje söndag podcasten Wahlgren & Wistam tillsammans med Sofia Wistam. 2015 vann den Stora radiopriset som "Årets Podd".
Våren 2024 påbörjade hon den första avskedsturnén "Wahlgrens Happy Ending". 

## Familj
År 1985 träffade hon Emilio Ingrosso, som hon var gift med mellan 1993 och 2002. De har tre barn: Oliver Ingrosso (född 30 december 1989), Bianca Ingrosso (född 30 december 1994) och Benjamin Ingrosso (född 14 september 1997). Wahlgren har även sonen Theodor Wahlgren (född 21 mars 2007) med Joachim Lennholm.
Den 2 december 2023 gifte hon sig med Christian Bauer i Lidingö Kyrka efter att ha förlovat sig med honom ett år tidigare, något som visades i hennes TV-program Wahlgrens värld.

## Produktioner

### Teater

#### Roller (ej komplett)
| År   | Roll                   | Produktion                                                                                            | Regi                           | Teater                   |
| ---- | ---------------------- | --- | ------------------------------ | ------------------------ |
| 1978 | Gunilla                | Karlsson på taket Astrid Lindgren                                                                     | Staffan Götestam Sven Lindberg | Folkan                   |
| 1979 | Annie                  | Annie Charles Strouse, Thomas Meehan och Martin Charnin                                               | Stig Olin                      | Folkan                   |
| 1980 | Annika                 | Pippi Långstrump Astrid Lindgren                                                                      | Staffan Götestam               | Folkan                   |
| 1982 | Louisa                 | Sound of Music Richard Rodgers och Oscar Hammerstein II                                               | Stig Olin                      | Folkan                   |
| 1983 |                        | Snövit och de sju dvärgarna Beppe Wolgers                                                             | Stig Olin                      | Folkan                   |
| 1991 | Sandy                  | Grease Jim Jacobs och Warren Casey                                                                    | Runar Borge                    | Chinateatern             |
| 1993 | Medverkande            | Parneviks Cirkusparty, revy Bosse Parnevik                                                            | Anders Albien                  | Cirkus, Stockholm        |
| 1997 | Ulla Persson           | Spanska flugan Franz Arnold och Ernst Bach                                                            | Thomas Ryberger                | Intiman                  |
| 1999 | Kitty Verdun           | Charleys tant Brandon Thomas                                                                          | Thomas Ryberger                | Intiman                  |
| 1999 | Mamma Råttan Tjoffsan  | Nils Karlsson Pyssling Astrid Lindgren                                                                | Staffan Götestam               | Maximteatern             |
| 2000 | Mamma Råttan Tjoffsan  | Nils Karlsson Pyssling Astrid Lindgren                                                                | Staffan Götestam               | Folkan                   |
| 2001 | Husjungfrun Petronella | Kärlek och lavemang Molière                                                                           | Hans Bergström                 | Fredriksdalsteatern      |
| 2001 | Dorothy Gale           | Trollkarlen från Oz                                                                                   | Staffan Götestam               | Göta Lejon               |
| 2002 | Pippi                  | Pippi Långstrump Astrid Lindgren                                                                      | Staffan Götestam               | Göta Lejon               |
| 2004 | Sandy                  | Grease Jim Jacobs och Warren Casey                                                                    | Bjarni Haukur Thorsson         | Göta Lejon               |
| 2007 | Maria von Trapp        | Sound of Music Richard Rodgers och Oscar Hammerstein II                                               | Staffan Götestam               | Göta Lejon               |
| 2009 |                        | Bruden som visste för lite Robin Hawdon                                                               | Pontus Ströbaek                | Fjäderholmsteatern       |
| 2013 | Diva                   | Priscilla, Queen of the Desert Stephan Elliott och Allan Scott                                        | Simon Philips                  | Göta Lejon               |
| 2015 | Häxan Västan           | Trollkarlen från Oz Robert Dröse och Martin Land                                                      | Robert Dröse                   | Maximteatern             |
| 2015 | Kitty                  | Förklädet Bob Martin, Don McKellar, Lisa Lambert och Greg Morrison                                    | Edward af Sillén               | Göta Lejon               |
| 2018 | Medverkande            | Kort, glad och tacksam Rikard Bergqvist och Manusfamiljen                                             | Rikard Bergqvist               | Rival/ Turné             |
| 2020 | Medverkande            | Pernilla Wahlgren har Hybris Edward af Sillén, Daniel Réhn, Calle Norlén, ensemblen och Manusfamiljen | Edward af Sillén               | Cirkus, Stockholm/ Turné |

### Diskografi

#### Musik på svenskaTracks-listan
| Låt                                  | Datum            | Högsta placering | Placeringar   |
| ------------------------------------ | ---------------- | ---------------- | ------------- |
| Piccadilly Circus                    | 9 mars 1985      | 5                | 16-5-5-18     |
| Svindlande affärer                   | 3 augusti 1985   | 20               | 20            |
| Love on You                          | 25 januari 1986  | 8                | 12-8-9-14     |
| Paradise (Duett med Emilio Ingrosso) | 14 juni 1986     | 6                | 11-6-17       |
| I Need Your Love                     | 15 november 1987 | 4                | 17-7-4-5-9-19 |
| Running for Cover                    | 2 april 1988     | 11               | 16-11-19      |
| Mardröm                              | 20 maj 1989      | 16               | 19-16-18      |
| C'est Démon!                         | 7 november 1992  | 7                | 13-7-8-12     |

#### Albumutgåvor
- 1985 – Pernilla Wahlgren
- 1986 – Attractive
- 1987 – Pure Dynamite
- 1989 – Flashback
- 1992 – I Myself and Me
- 1995 – Flashback Number Four (samlingsalbum)
- 2006 – Beautiful Day
- 2011 – Holiday with You (julalbum)

#### Singel/maxi som del av gruppenThe Sylvesters
- "A Happy, Happy Year for Us All" (1990)

### TV-program (i urval)
- 2009 – Berg flyttar in (TV4) - Gäst
- 2012 – Let's Dance (TV4) - Deltagare
- 2013 – Partaj (Kanal 5) - Gäst
- 2016–2023 – Wahlgrens värld (Kanal 5) - Huvudperson
- 2018 – Här är ditt liv (Kanal 5) - Huvudperson
- 2020 – Stjärnorna på slottet (SVT) - Deltagare
- 2021 – Melodifestivalen (SVT) - Programledare
- 2021–2023 – Masked Singer Sverige (TV4) - Panelist
- 2021 – Bäst i test (SVT) - Gäst
- 2022 – Bianca (Kanal 5) - Gäst
- 2023 – Allsång på Skansen (SVT) - Programledare